# عبد الغني لون
عبد الغني لون (بالأردية ، عُبدالغنی لُون) (6 مايو 1932 - 21 مايو 2002) هو محامي كشميري وسياسي وزعيم كشميري، ومؤسس مؤتمر جامو وكشمير الشعبي.

## نشأته وأسرته
ولد لون في مقاطعة كوبوارا، وحصل على ليسانس القانون من جامعة عليكرة الإسلامية في عام 1957. نجله سجاد لون هو سياسي كشميري وعضو في المجلس التشريعي، وابنته شابنام لون هي محامية في المحكمة العليا في الهند.

## اغتياله
تم اغتياله في 21 مايو 2002 أثناء إحياء الذكرى السنوية الثانية عشرة لوفاة الزعيم الكشميري مرويز محمد فاروق، وقال شهود عيان أنه في وقت سابق من اليوم وصلت مجموعة من الشباب وهتفوا بشعارات مؤيدة لباكستان، وأطلق اثنان منهم النار على لون.
وأعرب فاروق عبد الله رئيس وزراء جامو وكشمير عن أسفه لمقتل عبد الغني لون، وحمّل باكستان المسؤولية عن الحادث، بينما قال رئيس وزراء الهند أتال بيهاري فاجبايي أن عبد الغني لون تم اغتياله لأنه كان يعمل من أجل السلام في جامو وكشمير.
واتهم نجله سجاد لون اتهم الزعيم الانفصالي الكشميري سيد علي شاه جيلاني ووكالة الاستخبارات الباكستانية المسؤولة عن وفاة والده، لكنه في وقت لاحق تراجع عما قاله، وألقى باللوم على فاروق عبد الله لعدم توفير الأمن الكافي لأبيه.
وأدانت الولايات المتحدة عملية الاغتيال، حيث أصدر وزير الخارجية كولن باول بيانًا قال فيه بأن عبد الغني لون كان يسعى إلى حل سلمي لقضية كشمير.